# Åke och hans värld
Åke och hans värld è un film del 1984 diretto da Allan Edwall.